# Життя цього хлопця
«Життя цього хлопця. Правдива історія» (англ. This Boy's Life) — американська екранізація напівавтобіографічної книги Тобіаса Вольфа, нині професора літератури в університеті, який згадує про своє дитинство на рубежі 1950-1960-х років, здійснена англійським режисером Майклом Кейтон-Джонсом у 1993 році. Розповідь у фільмі ведеться від імені підлітка Тобі.

## Сюжет
Історія про життя підлітка Тобі (Леонардо Ді Капріо) зі своєю матір'ю Керолайн (Еллен Баркін), після того як їх покинув батько. Вони їдуть до Сієтла, де мати знайомиться з ввічливим механіком гаража Двайтом (Роберт Де Ніро), який теж розведений і має троє дітей. Утім, після весілля виявляється, що він має безапеляційний характер і намагається принизити Тобі й підпорядкувати його своїй волі. Поступово Керолайн розуміє, що у Двайта таке домінуюче ставлення до всіх, хто навколо нього. Нарешті Тобі і Керолайн не витримують і поривають з Двайтом.

## Ролі виконують
- Леонардо Ді Капріо — Тобі Вульф
- Роберт Де Ніро — Двайт Хенсен
- Еллен Баркін — Керолайн Хенсен
- Йона Блекмен — Артур Ґейл
- Елайза Душку — Перл Хенсен
- Кріс Купер — Рой
- Карла Гуджино — Норма Хенсен
- Закарі Енслі — Шкіпер Хенсен
- Тобі Маґвайр — Чак Болджер
- Шон Мюррей — Джиммі Вурхіз

## Навколо фільму
- Фільм знятий на основі реальної історії Тобіаса Вульфа — американського письменника, відомого своїми спогадами, зокрема, «Життя цього хлопця» (This Boy's Life, 1989) та «В армії фараона» (In Pharaoh's Army, 1994).
- За десять років до того як Тобіас Вульф написав «Життя цього хлопця», його брат Джефрі, якого у фільмі називають Грегорі, також випустив свої мемуари, де основну увагу було приділено його складним відносинам з батьком.
- За час зйомок Леонардо Ді Капріо значно виріс, тому на зйомках він навмисно горбився, щоб виглядати нижчим від Роберта Де Ніро.

## Звукова доріжка
У фільмі використано багато пісень з 1950-х — початку 1960-х років. У тому числі й Френка Сінатри — Let's Get Away from It All з його альбому 1958 року «Come Fly with Me». Тобі з матір'ю співають I'm Gonna Wash That Man Right Outa My Hair з популярного післявоєнного мюзиклу «South Pacific». Досить багато пісень Едді Кокрана, Френкі Лаймона, Лінка Рея та Картера Бервела відображають захоплення Тобі рок-н-ролом та ду-вопом (стиль поп-музики, у якій гармонійний спів звучить на фоні мінімального музичного супроводу). Картер Бервел створив спокійний музичний супровід фільму, який озвучив нью-йоркський гітарист Фредерік Генд.

## Нагороди та номінації
- 1993 Премія Асоціації кінокритиків Лос-Анджелеса:
  - Нагорода для нового покоління — Леонардо Ді Капріо
- 1994 Премія Асоціації кінокритиків Чикаго:
  - Найбільш багатообіцяючий актор — Леонардо Ді Капріо
- 1993 Номінація на премію Товариства кінокритиків Нью Йорка
  - Найбільш багатообіцяючий актор — Леонардо Ді Капріо
- 1994 Номінація на премію Національної спілки кінокритиків США:
  - Найбільш багатообіцяючий актор — Леонардо Ді Капріо